# ハワード・デイヴィス・ジュニア
ハワード・デイヴィス・ジュニア（Howard Davis Jr.、1956年2月14日 - 2015年12月30日）は、アメリカ合衆国の男性プロボクサー。ニューヨーク州グレンコーブ出身。1976年モントリオールオリンピックボクシング競技ライト級金メダリスト。
息子のディアー・デイヴィスもプロボクサー。

## 来歴
1976年、モントリオールオリンピックボクシング競技ライト級に出場し、金メダルを獲得した。
1977年にプロデビューすると、世界王座に3度挑戦したが、3度とも王座獲得に失敗したため、1996年に引退した。引退後は総合格闘技のコーチと総合格闘技団体「Fight Time Promotions」のオーナーを務めていたが、2015年12月30日、肺癌のため59歳で死亡した。

## 戦績
- アマチュアボクシング: 130戦 125勝 5敗[2]

## 獲得タイトル
- モントリオールオリンピック ボクシング競技 ライト級 金メダル（1976年）